# Yacine Messaoudi
Pour les articles homonymes, voir Messaoudi.
Yacine Messaoudi, né le 16 septembre 1981 à Ivry-sur-Seine, est un entraîneur français de handball.

## Biographie
Né à Ivry-sur-Seine, c'est naturellement qu'il se tourne vers le handball : « Il n'y a que le handball à Ivry. L'US Ivry, c'est une institution, presque une religion. [...] Pour pratiquer un autre sport, il faut passer de l'autre côté du périphérique. ». Évoluant au poste d'ailier gauche ou de demi-centre, il est trop « limité physiquement et techniquement » pour rejoindre l'équipe professionnelle, joue alors en Nationale 1 ou 2 avec l'équipe réserve et se dirige rapidement vers le coaching des filles, dans les différentes catégories de jeunes.
Il devient alors entraineur adjoint du Pôle de Chartres entre 2008 et 2010 puis est le responsable du centre de formation du Metz Handball de 2010 à 2019, permettant à des joueuses telles que Grâce Zaadi, Laura Flippes et Orlane Kanor d'atteindre le très haut avec le club messin ou l'équipe de France.
En 2019, il est nommé entraîneur principal du Paris 92 et occupe le poste jusqu'en 2024.
En 2021, il est également nommé sélectionneur de l'équipe nationale féminine du Sénégal. Succèdant à Frédéric Bougeant, qui a occupé ces fonctions pendant cinq ans, il conduit notamment les Sénégalaises au tour principal du Championnat du monde 2023.